# Banque centrale des Seychelles
La Banque centrale des Seychelles (BCS ; en anglais : Central Bank of Seychelles CBS, en créole seychellois : Labank santral Sesel) est la banque centrale de la république des Seychelles. L'institution est établie le 1er janvier 1983. Son siège est situé sur l'avenue de l'Indépendance, à Victoria, la capitale du pays. Elle gère la monnaie officielle du pays, la roupie seychelloise.

## Histoire
En 1974, la Commission monétaire des Seychelles a été créée. 
En 1978, l'Autorité monétaire des Seychelles a été créée, puis transformée en 1983 en Banque centrale des Seychelles (CBS). Jusqu'en 1982, les comptes du gouvernement seychellois étaient gérés par la Barclays Bank International.  
Le 29 décembre 1982, cette responsabilité a été transférée à la CBS par l'adoption de la loi de 1982 sur la Banque centrale des Seychelles. Une loi de 2004 modifiée a accordé l'autonomie de la banque au sein de l'appareil gouvernemental seychellois. 

## Liste des gouverneurs
| Rang | Nom                  | Mandat                        |
| ---- | -------------------- | ----------------------------- |
| 1er  | Guy Morel            | Janvier 1983 - Septembre 1991 |
| 2e   | Aboo Aumeeruddy      | Septembre 1991 - Avril 1995   |
| 3e   | Norman Weber         | Mai 1995 - Avril 2001         |
| 4e   | Francis Chang-Leng   | Mai 2001 - Octobre 2008       |
| 5e   | Pierre Frank Laporte | Novembre 2008 - Mars 2012     |
| 6e   | Caroline Abel        | Depuis Mars 2012              |